# 斯維爾德洛夫斯克 (盧甘斯克州)
多夫然斯克（烏克蘭語：Довжанськ），俄罗斯当局称斯維爾德洛夫斯克（羅馬化：Sverdlovsk），法理上是乌克兰東部盧甘斯克州多夫然斯克区多夫然斯克市镇内的城市，为该区及该市镇的行政中心；事实上为俄罗斯卢甘斯克人民共和国的直辖市及斯維爾德洛夫斯克區的行政中心（该市不在该区的管辖范围内）。該市距離州府卢甘斯克80公里，面積83.84平方公里，海拔高度335米，2022年人口数量为62,691人。2014年4月中旬開始，盧甘斯克人民共和國奪得了該市的控制權。

## 城市名称
2016年5月12日乌克兰最高拉达通過議案，將該市改名為「多夫然斯克」。但該地由分離勢力盧甘斯克人民共和國實際控制，分離勢力仍繼續使用「斯維爾德洛夫斯克」之名。此名称是为了纪念苏联共产党早期领导人之一的雅科夫·斯维尔德洛夫。

## 人口
据2001年烏克蘭人口普查数据，该市的族裔结构为：
- 俄罗斯族：48.6%
- 乌克兰族：46%
- 其他：2.4%
- 白俄罗斯族：1.2%

## 当地名人
- 谢尔盖·戈连科：已故卢甘斯克人民共和国总检察长。

## 图集

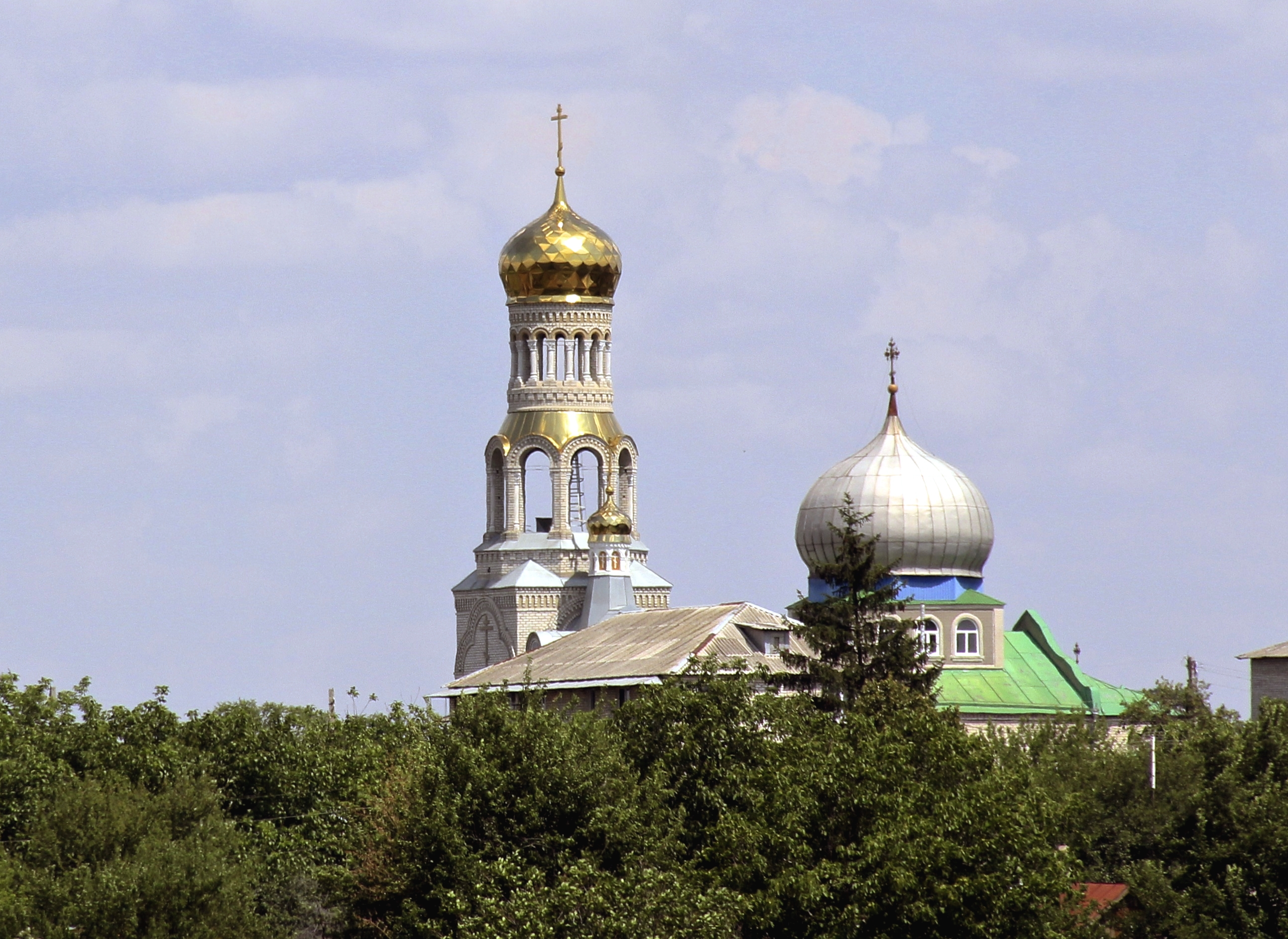
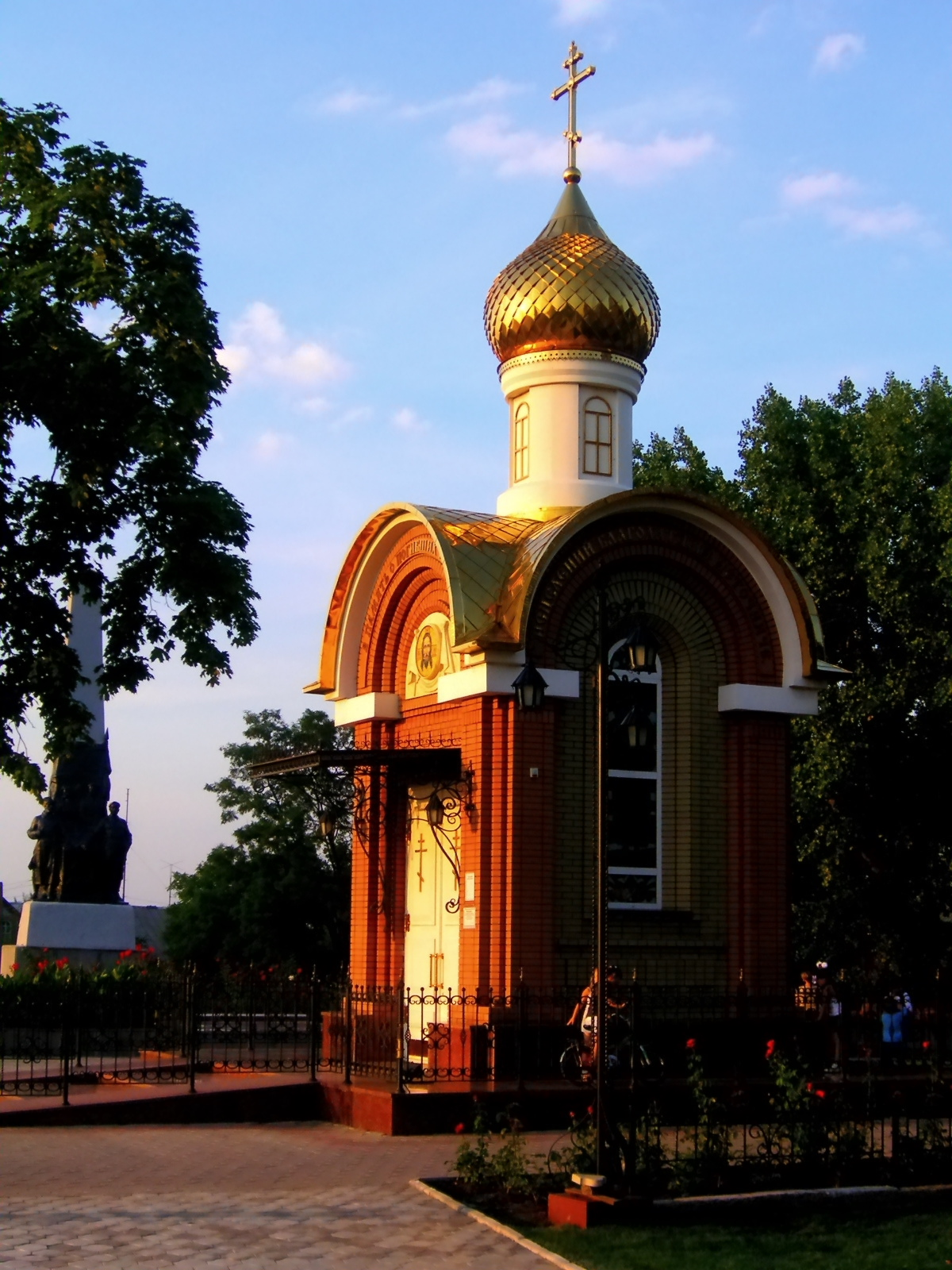
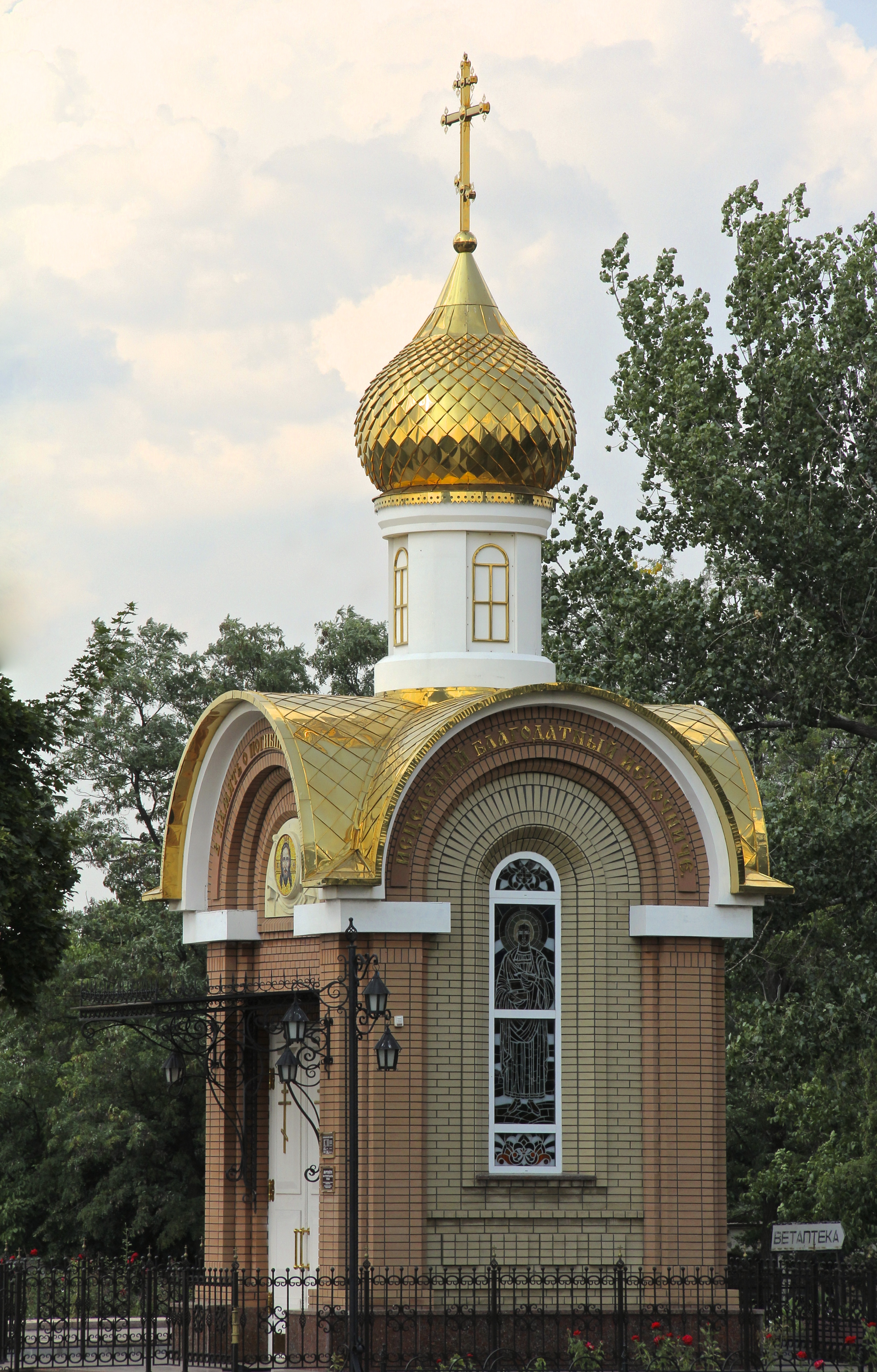
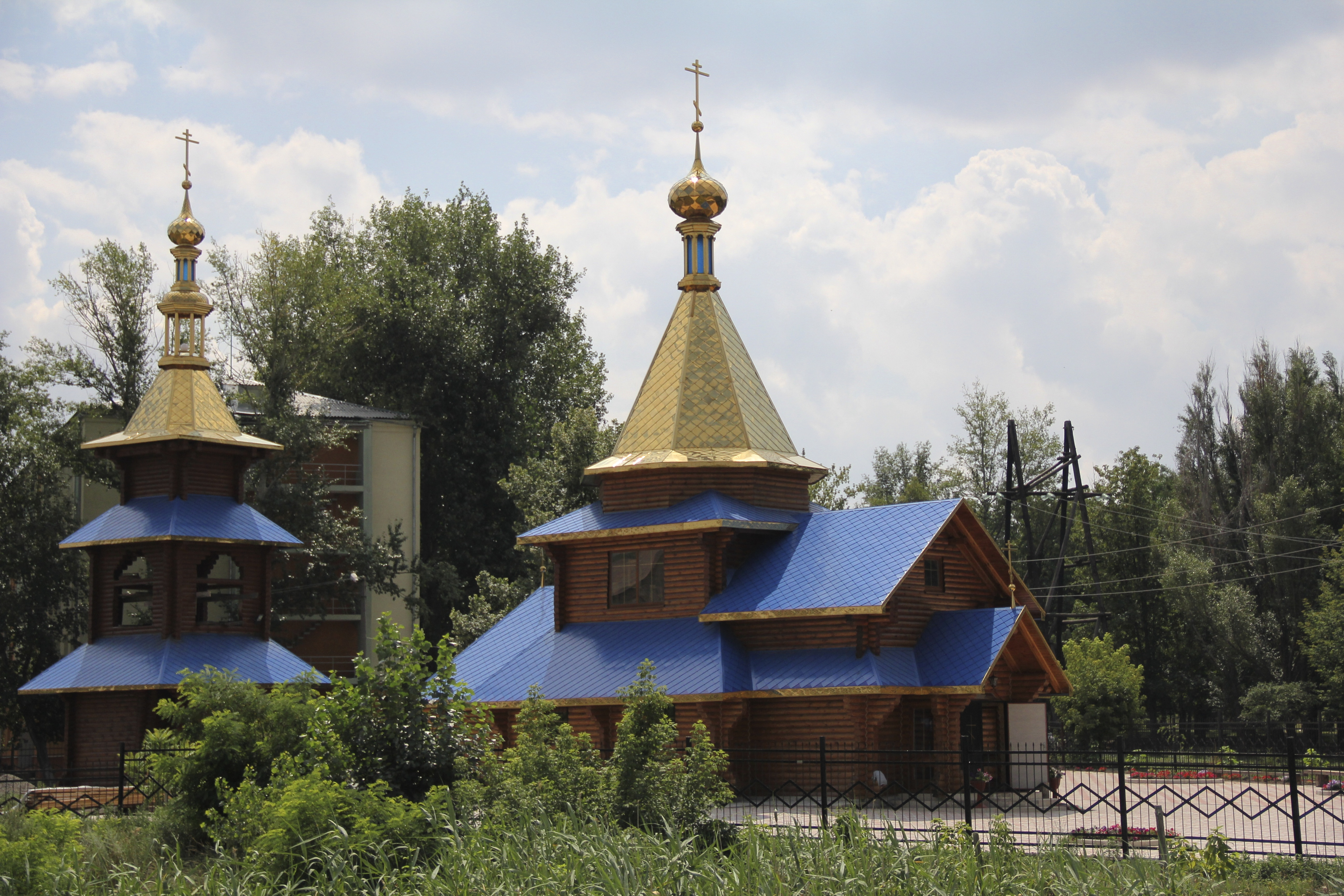
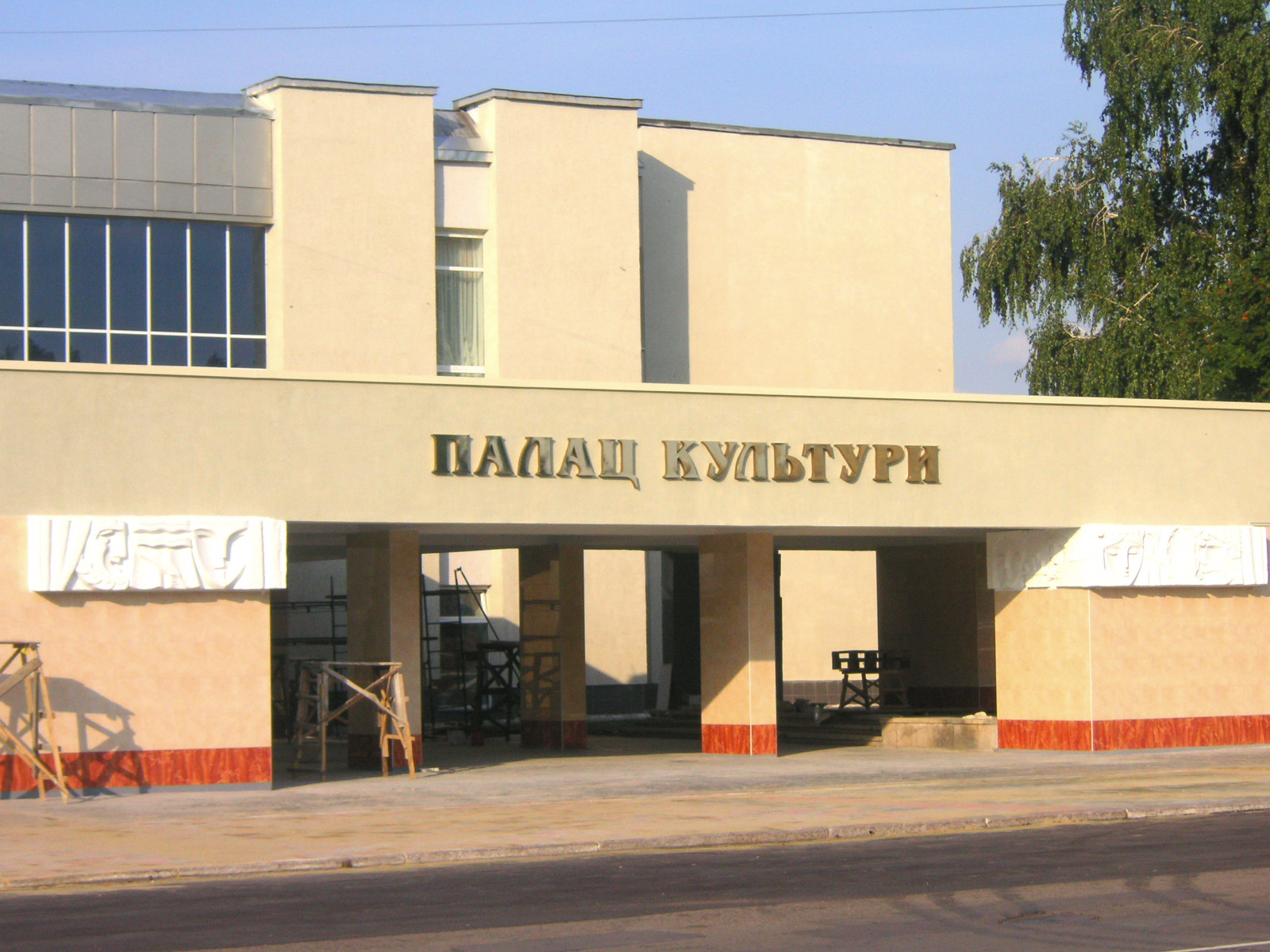
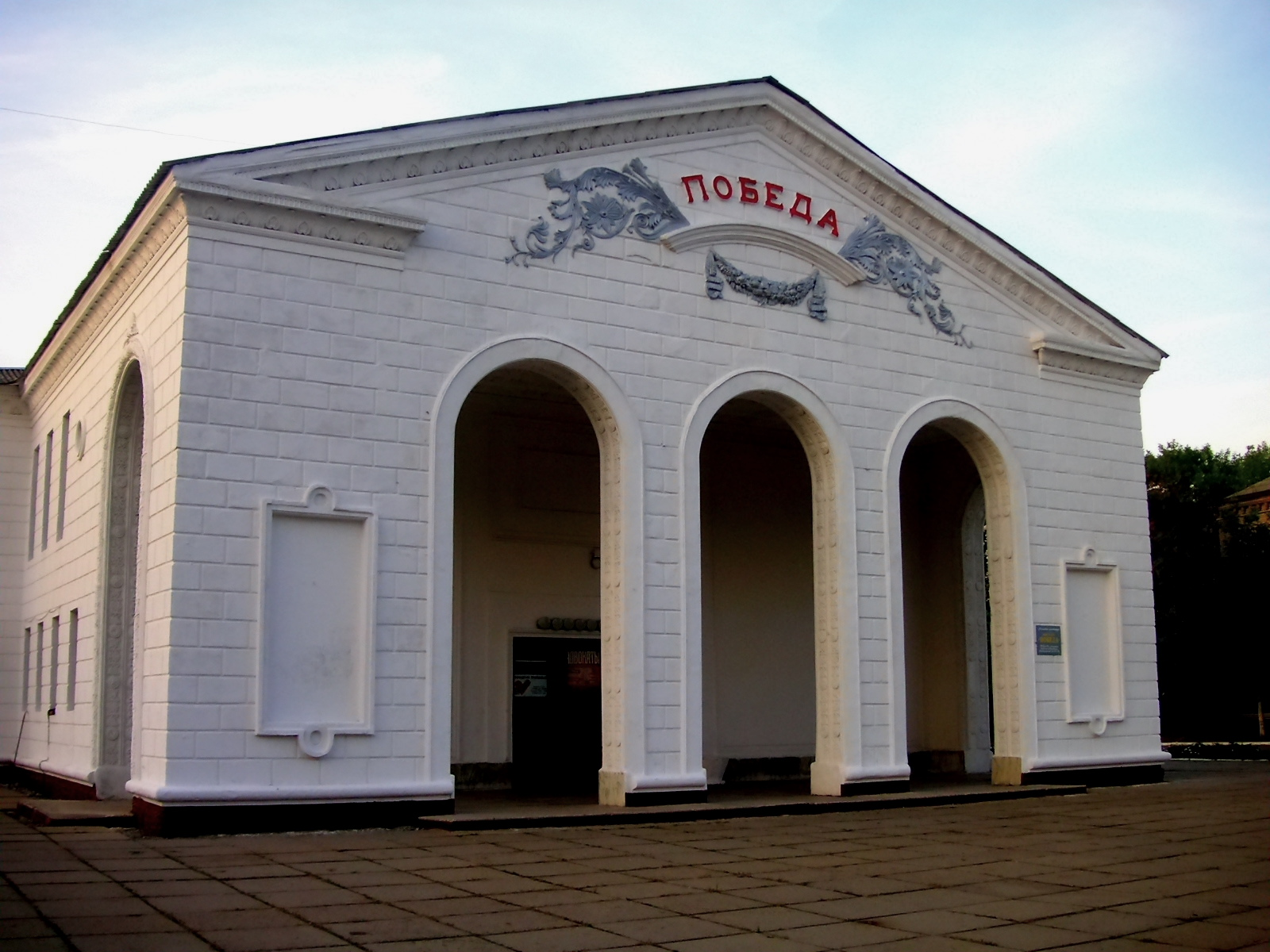
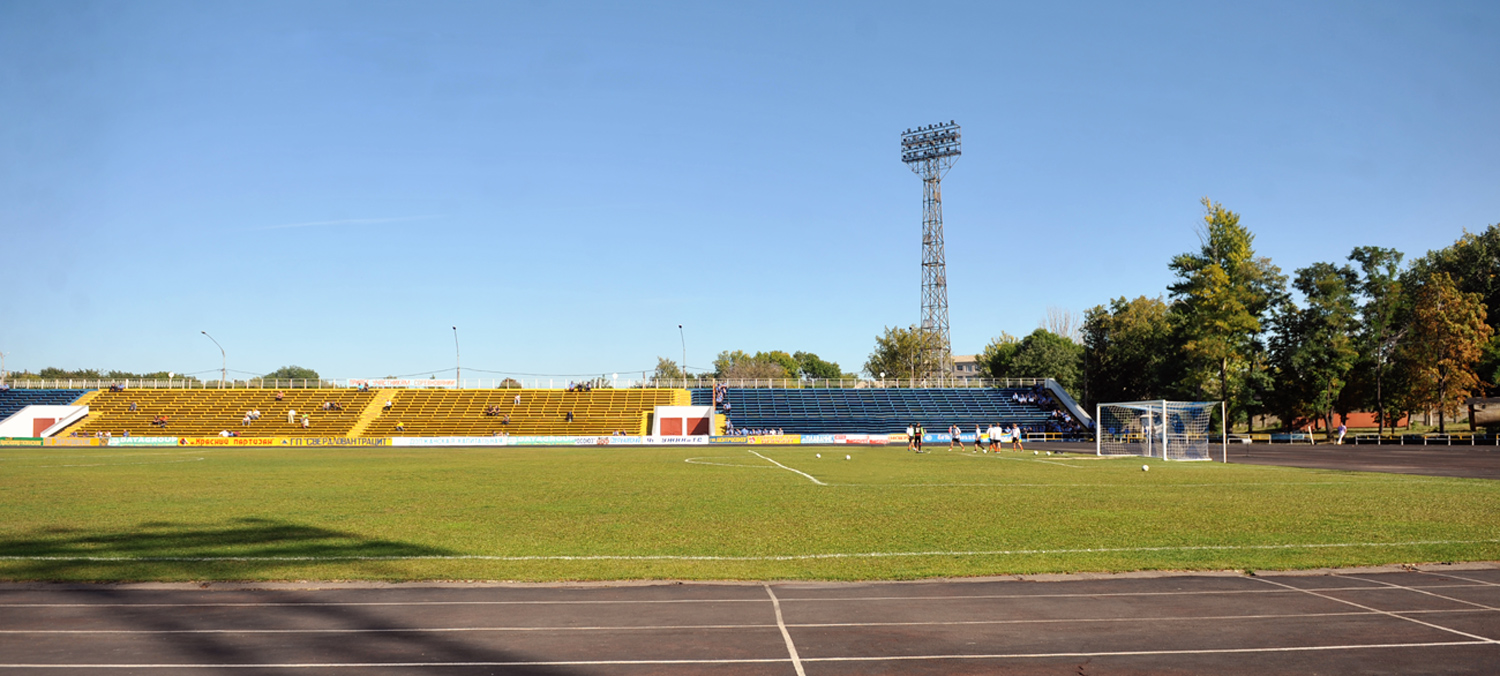
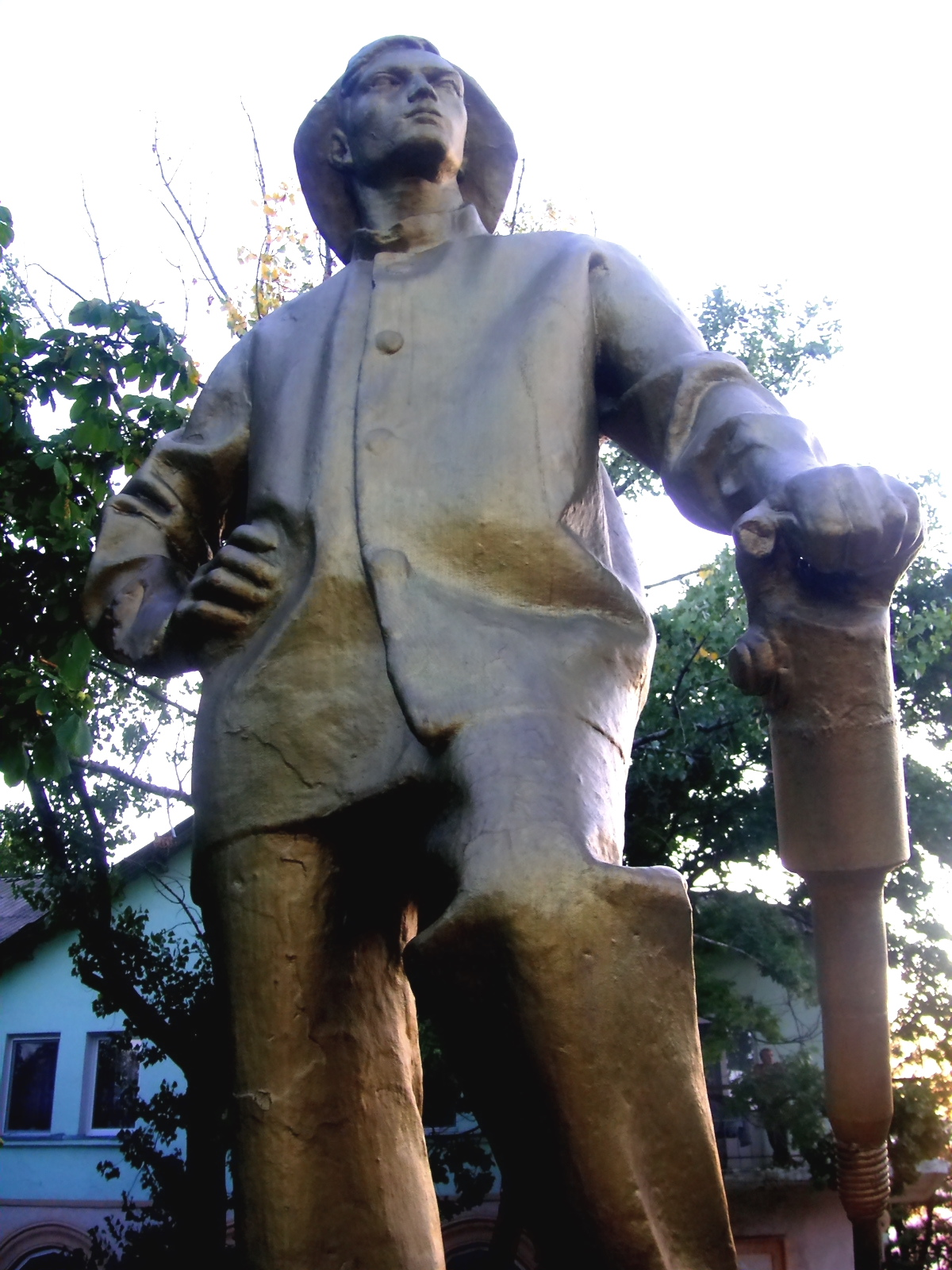
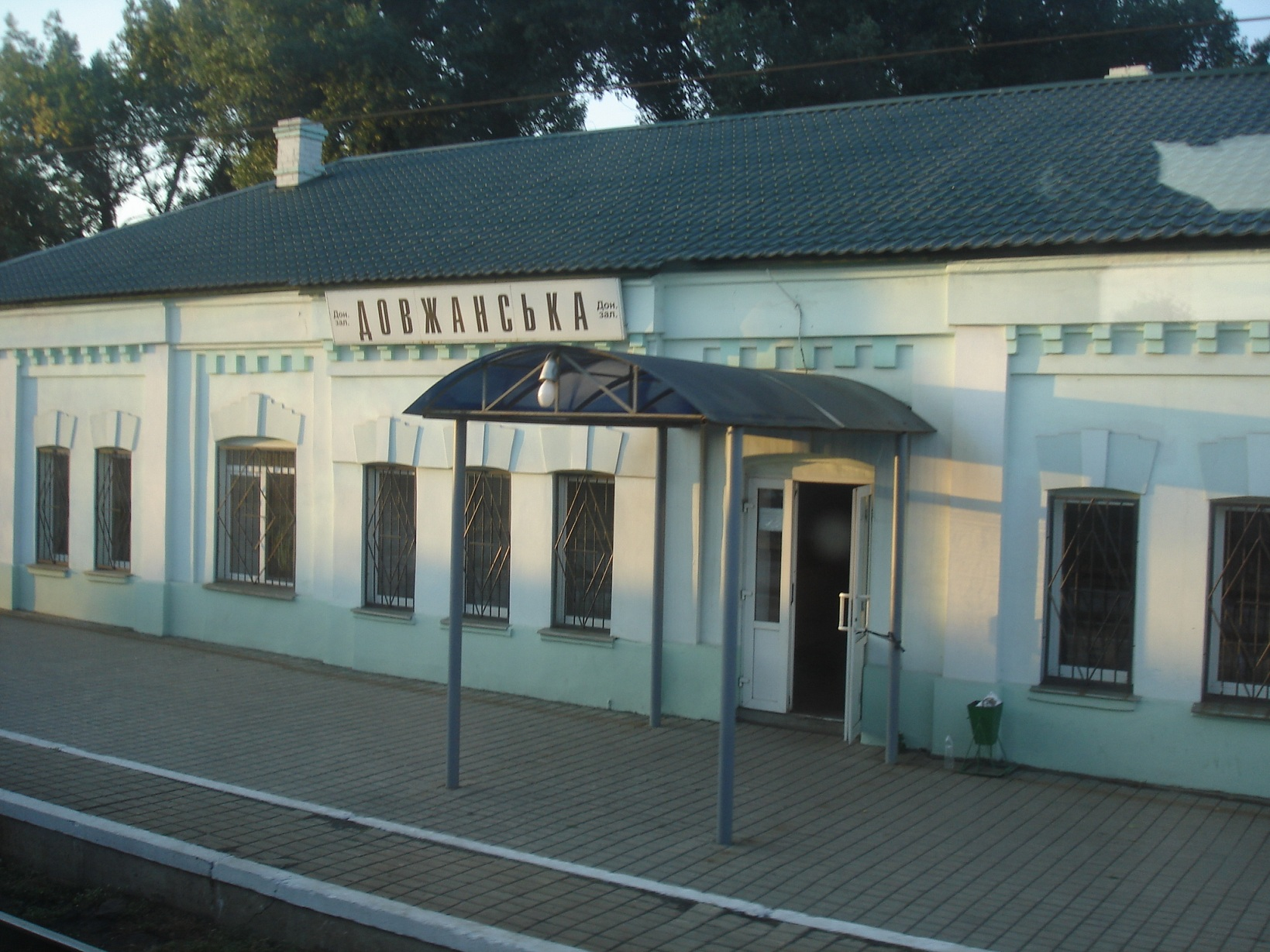